# عبد الكريم العلاف
عبد الكريم العلاف (1894-1969) 
شاعر وكاتب معروف نظم بالفصحى والعامية وله اهتمام بالتراث الشعبي الغنائي، ولد ونشأ ودرس في بغداد ونظم الشعر منذ فجر شبابه ودخل الوظيفة في أعمال مختلفة حتى تقاعده اصدر مجلة باسم (الفنون) سنة 1934 وقد نظم مئات الاغاني الشعبية التي قدمت بأصوات أشهر المغنين والمغنيات في العراق حتى قارنه البعض بالشاعر الكبير أحمد رامي.
ان عبد الكريم العلاف يعتبر أحد الرواد الباحثين وكتاب الاغنية والقصيدة في مدرسة الأدب والتراث الشعبي العراقي الاصيل، قدم للفن والتراث والغناء البغدادي ارثا خالدا من تاريخ وتراث واغان ما زالت لها حضورها المتميز في الاغنية البغدادية. لقد أصبح رصيده الغنائي أكثر من (300) أغنية في الثلاثينيات والاربعينيات حتى رحيله ابرزها (كلبك صخر جلمود) و (يا نبعة الريحان) و (يا منحدر وياك اخذني) و (اكدر اكول) و (سليمة يا سليمة) و (يا يمه ثاري اهواي) الذي لحنها الموسيقار عباس جميل وقال عنها (كان عبد الكريم العلاف يحمل خصوصية متميزة فيها) والقائمة تطول بالاغاني البغدادية التي يرددها مطربو ومطربات العراق انذاك من محمد القبانجي وزكية جورج وسليمة مراد ويوسف عمر ومنيرة الهوزوز وعفيفة إسكندر وغيرهم..
لم يقف عبد الكريم العلاف عند حدود القصيدة والشعر الغنائي بل كان له باع طويل في الكتابة الصحفية فاصدر مجلة اسماها (فنون) التي كانت تصدر اسبوعيا وبالضبط صدر عددها الأول في 18-شباط-1934 مجلة ثقافية فنية خاصة بأخبار الفنانين والسينما والافراح والغناء البغدادي واستمر بصدورها عاما كاملا وفي ما بعد اغلقها بعد أن صرف عليها الكثير من ماله الخاص وخرج خالي الوفاض لا يملك من دنياه شروى نقير.. بعدها انصرف في اواخر حياته إلى التاليف فاصدر بعض الكتب في الأدب والتراث والاغاني منها:-
- الطرب عند العرب سنة 1945
- بغداد القديمة سنة 1960
- قبان بغداد سنة 1969
- أيام بغداد

وله مقالات كلها شعبية في مجلات وجرائد مختلفة ومن اثاره مجاميع من الأدب الشعبي صدرت باسم (الموال البغدادي) و (موجز الاغاني العراقية) و (مجموعة الاغاني والمغنيات).
وله العديد من المخطوطات تحت اليد وهي:-
1. قطف الثمار في الأخبار والاشعار
2. المواهب في ذكرى عبد الوهاب النائب
3. نيل المرام في قاموس الانغام
4. مذكراتي الصحفية